# Большая Москва (газета)
«Большая Москва» — еженедельная общественно-политическая газета московской агломерации. Выходит еженедельно по средам. Газета издается с июня 2014 года и распространяется бесплатно. Собственником издания является владелец Группы «Берег» Владимир Осипов. Согласно планам, в ближайшее время ожидается дальнейшее развитие проекта, в частности, запуск радио «Большая Москва».

## Место газеты в информационном поле столицы
По состоянию на начало 2016 года «Большая Москва» представлена в нескольких форматах:
- интернет-портал, который обновляется ежедневно и предоставляет читателям наиболее актуальные новости московского региона;
- еженедельный выпуск объемом 32 полосы, который распространяется на более чем 100 станциях пригородных пассажирских электричек.

Издание периодически выступает организатором специализированных и тематических мероприятий.
Кроме того, к проведению крупных форумов и конференций издается одноименный полноцветный журнал.
По данным TNS Москва, 60,7 тыс. москвичей еженедельно читают газету. Аудитория издания — пассажиры поездов дальнего следования, а также пассажиры электричек Москвы и Московской области.

## Распространение
Газета имеет уникальную систему распространения в оживленных местах столичной агломерации (Москва и Московская область). Так, «Большая Москва» бесплатно раздается в торговых и бизнес центрах, в сети медицинских клиник, а также эксклюзивно на станциях пригородных пассажирских электричек.

## Рубрики
Печатная версия газеты, а также интернет-портал издания освещают основные темы, волнующие жителей столичного региона: образование, здоровье, путешествия, спорт и др.
Одной из ключевых рубрик «Большой Москвы» является рубрика «Транспорт», в которой активно освещаются вопросы, связанные с решением транспортных проблем агломерации: работа пассажирского транспорта, маятниковая миграция, строительство перехватывающих парковок и транспортно-пересадочных узлов, строительство Малого кольца железной дороги, безопасность на транспорте.